# Tom Atkins
Tom Atkins (Pittsburgh, Pensilvania, 13 de noviembre de 1935) es un actor estadounidense de cine y televisión que inició su carrera a comienzos de la década de 1960.

## Biografía
Atkis logró reconocimiento internacional especialmente por sus numerosas participaciones en películas de terror, habiendo trabajado con directores y escritores como John Carpenter, Stephen King, Shane Black, Fred Dekker y George A. Romero. Participó en dos películas de John Carpenter: The Fog (1980) y Escape from New York (1981), y en Creepshow (1982), dirigida por George A. Romero con guion de Stephen King. Otros de sus créditos en cine incluyen a Halloween III: Season of the Witch (1982), Lethal Weapon (1987) y Drive Angry 3D (2011).

## Filmografía

### Cine
| Año  | Título                                     | Papel                  | Director (a)                    | Notas         |
| ---- | ------------------------------------------ | ---------------------- | ------------------------------- | ------------- |
| 1968 | The Detective                              | Harmon                 | Gordon Douglas                  |               |
| 1970 | Where's Poppa?                             | Agente de policía      | Carl Reiner                     |               |
| 1970 | The Owl and the Pussycat                   | Joven en el auto       | Herbert Ross                    | No acreditado |
| 1976 | Special Delivery                           | Agente de policía      | Paul Wendkos                    |               |
| 1977 | Tarantulas: The Deadly Cargo               | Buddy                  | Stuart Hagmann                  | Telefilme     |
| 1980 | The Fog                                    | Nick Castle            | John Carpenter                  |               |
| 1980 | The Ninth Configuration                    | Sargento Krebs         | William Peter Blatty            |               |
| 1981 | Escape from New York                       | Capitán Rehme          | John Carpenter                  |               |
| 1982 | Creepshow                                  | Stan                   | George A. Romero                |               |
| 1982 | Halloween III: Season of the Witch         | Dr. Dan Challis        | Tommy Lee Wallace               |               |
| 1985 | The New Kids                               | 'Mac' MacWilliams      | Sean S. Cunningham              |               |
| 1986 | Night of the Creeps                        | Ray Cameron            | Fred Dekker                     |               |
| 1987 | Lethal Weapon                              | Michael Hunsaker       | Richard Donner                  |               |
| 1988 | Lemon Sky                                  | Douglas                | Jan Egleson                     |               |
| 1988 | Maniac Cop                                 | Detective Frank McCrae | William Lustig                  |               |
| 1990 | Two Evil Eyes                              | Detective Grogan       | George A. Romero, Dario Argento |               |
| 1992 | Bob Roberts                                | Dr. Caleb Menck        | Tim Robbins                     |               |
| 1993 | Striking Distance                          | Fred Hardy             | Rowdy Herrington                |               |
| 2000 | Bruiser                                    | Detective McCleary     | George A. Romero                |               |
| 2001 | Out of the Black                           | Eugene Carter          | Karl Kozak                      |               |
| 2002 | Turn of Faith                              | Charlie Ryan           | Charles Jarrott                 |               |
| 2009 | My Bloody Valentine 3D                     | Jim Burke              | Patrick Lussier                 |               |
| 2009 | Shannon's Rainbow                          | Capitán Martin         | Frank E. Johnson                |               |
| 2009 | Trapped                                    | Detective Abbott       | Ron Hankison, Gavin Rapp        |               |
| 2010 | The Chief                                  | Art Rooney             | Steve Parys                     |               |
| 2011 | Drive Angry                                | Capitán                | Patrick Lussier                 |               |
| 2011 | Arriving at Night                          | Phil Redman            | Andrew Ford                     | Cortometraje  |
| 2013 | Fantasm                                    | Él mismo               | Kyle Kuchta                     | Documental    |
| 2014 | Apocalypse Kiss                            | John Vogle             | Christian Grillo                |               |
| 2014 | Judy's Dead                                | Roy                    | Dave Rodkey                     |               |
| 2015 | Smoke and Mirrors: The Story of Tom Savini | Él mismo               | Jason Baker                     | Documental    |
| 2018 | Encounter                                  | Profesor Westlake      | Paul Salamoff                   |               |
| 2019 | Trick                                      | Talbott                | Patrick Lussier                 |               |
| 2020 | Polybius                                   | Alguacil Atkins        | Jimmy Kelly                     | Cortometraje  |
| 2021 | The Collected                              | Clu                    | Marcus Dunstan                  |               |

### Televisión
- 1963 The Doctors
- 1964 Look Up and Live
- 1974 Get Christie Love!
- 1974 Rhoda
- 1974 Harry O
- 1975 Miles to Go Before I Sleep
- 1975 The Rookies
- 1975 Hawaii Five-O
- 1976 Visions
- 1976-1977 Serpico
- 1974-1977 The Rockford Files
- 1977 Baretta
- 1977 Tarantulas: The Deadly Cargo
- 1978 A Death in Canaan
- 1980 Skag
- 1980 Power
- 1981 Sherlock Holmes
- 1979-1981 Lou Grant
- 1982 M*A*S*H
- 1982 Desperate Lives
- 1982 Quincy, M.E.
- 1982 Skeezer
- 1983 St. Elsewhere
- 1983 Murder Me, Murder You
- 1984 T.J. Hooker
- 1985 The Fall Guy
- 1986 Alfred Hitchcock Presents
- 1986 Justicia ciega
- 1986 Stingray
- 1986 Spenser: For Hire
- 1987 A Stranger Waits
- 1986-1987 The Equalizer
- 1988 Lemon Sky
- 1989 Dead Man Out
- 1989 The Heist
- 1990 Against the Law
- 1991 Cry in the Wild: The Taking of Peggy Ann
- 1992 What She Doesn't Know
- 1993 Sworn to Vengeance
- 1993 Walker, Texas Ranger
- 1994 Fortune Hunter
- 1996 The Rockford Files: If the Frame Fits
- 1996 Xena: Warrior Princess
- 1996 Dying to be Perfect: The Ellen Hart Pena Story
- 1998 Homicide: Life on the Street
- 1999 The Rockford Files: If It Bleeds ... It Leads
- 2003 Oz
- 2003 Law & Order: Criminal Intent
- 2004 The Jury
- 2016 Horror's Hallowed Grounds
- 2019 The Last Drive-In with Joe Bob Briggs